# سیارک ۲۵۸۲۳
سیارک ۲۵۸۲۳ (به انگلیسی: 25823 Dentrujillo، نامگذاری:2000DV73)۲۵۸۲۳مین سیارک کشف شده‌است که در ۲۹ فوریه ۲۰۰۰ کشف شد.